# ミュンヘンSバーン
ミュンヘンSバーン（ドイツ語: S-Bahn München）は、ドイツのミュンヘンとその近郊に路線を持つ都市近郊鉄道（Sバーン）である。
1972年ミュンヘンオリンピックの開催に合わせて整備され、1972年5月28日に開業した。一般鉄道と同じ交流15000V・16.7Hzで電化されている。

## 路線
ミュンヘンの都心部は、ミュンヘン中央駅とミュンヘン東駅の間が地下区間となっており、S20系統を除く各系統がこの区間に乗り入れている。
| 系統 | 運行経路 | 距離              | 運行間隔       | 関連鉄道路線 | 備考                                                      |
| ---- | --- | ----------------- | -------------- | --- | --------------------------------------------------------- |
| S1   | フライジング / ミュンヘン空港駅 - ノイファーン - ローホフ - フェルトモヒング - ライム - ドナースベルガー橋 - ミュンヘン - マリエン広場 - ミュンヘン東駅 - ロイヒテンベルクリング                                                                                     | 44.7 km 44.8 km   | 20分           | ミュンヘン - レーゲンスブルク線、ノイファーン空港連結線、Sバーン市内線                                                                                        |                                                           |
| S2   | ピータースハウゼン / アルトミュンスター - ダッハウ - アルラッハ - ライム -（S1と同一）- ロイヒテンベルクリング - ベルク＝アム＝ライム - フェルトキルヒェン - マルクト＝シュヴァベン - エルディング                                                                   | 75.1 km / 86.4 km | 20 / 40 / 60分 | ミュンヘン - トロイヒトリンゲン線、ダッハウ - アルトミュンスター線、Sバーン市内線、ミュンヘン - ジムバッハ線、マルクト＝シュヴァベン - エルディング線         |                                                           |
| S3   | マンメンドルフ - マイザッハ - オルヒング - ロッホハウゼン - パージング - ライム -（S1と同一）- ミュンヘン東駅 - ギージング - タウフキルヒェン - ダイゼンホーフェン - ホルツキルヒェン                                                                                | 66.2 km           | 20 / 40 / 60分 | ミュンヘン - アウクスブルク線、Sバーン市内線、ミュンヘン - ダイゼンホーフェン線、ミュンヘン - レングリース線                                                  |                                                           |
| S4   | ゲルテンドルフ - グラフラト - フュルステンフェルトブルック - プッフハイム - パージング -（S2と同一）- ベルク＝アム＝ライム - トルダーリング（- グロンスドルフ - ツォーネディング - グラフィング駅 - エーバースベルク）                                               | 48.1 km (77.1 km) | 20 / 40分      | ミュンヘン - ブーフローエ線、Sバーン市内線、ミュンヘン-ローゼンハイム線、グラフィング - ヴァサーブルク線                                                      |                                                           |
| S5   | （ヴェースリング - ゲルメリング・ウンタープファフェンホーフェン - ）パージング - ライム - ドナースベルガー橋 - ミュンヘン - ミュンヘン東駅 - ギージング - ノイペルラッハ南駅 - オットブルン - ホェヘンキルヒェン＝ジーガーツブルン - アイング - クロイツシュトラーセ | 30.1 km           | 20 / 40分      | ミュンヘン - ヘルシング線、ミュンヘン - アウクスブルク線、Sバーン市内線、ミュンヘン - ダイゼンホーフェン線、ミュンヘン・ギージング - クロイツシュトラーセ線   | ヴェースリング - パージング間は通勤時間帯の運行区間。     |
| S6   | トゥッツィング - シュタルンベルク - ガウティング - プラネグ - パジング - （S4と同一）-エーバースベルク | 74.6 km           | 20 / 40分      | ミュンヘン - ガルミッシュ＝パルテンキルヒェン線、ミュンヘン - アウクスブルク線、Sバーン市内線、ミュンヘン - ローゼンハイム線、グラフィング - ヴァサーブルク線 |                                                           |
| S7   | ヴォルフラーツハウゼン - ホェルリーゲルスクロイト - ゾルン - ハラース - ハイメラン広場 - ドナースベルガー橋 - ミュンヘン | 31.3 km           | 20 / 40分      | イザー谷線、ミュンヘン - ホルツキルヒェン線 | ゾルン - ミュンヘン間はバイエルン地方鉄道系統と共通区間。 |
| S8   | ヘルシング - ヴェースリング - ゲルメリング・ウンタープファフェンホーフェン - パージング -（S1と同一）- ロイヒテンベルクリング - ダグルフィング - ウンターフォェリング - イスマーニング - ミュンヘン空港                                                              | 73.5 km           | 20 / 40分      | ミュンヘン - ヘルシング線、ミュンヘン - アウクスブルク線、Sバーン市内線、ミュンヘン空港線                                                                     |                                                           |
| S20  | パジング - ハイメラン広場 -（S7と同一）- ホェルリーゲルスクロイト | 20.5 km           | 60分           | ゼンドリング連結線 |                                                           |

## 歴史

### Sバーンの開業前
19世紀末ミュンヘン都市圏にいくつかの通勤列車路線 (Vorortbahn) は生じた。列車は大部分三等列車で、平均運行速度は25 km/hだった。1900年ロカルバーン株式会社 (Lokalbahn Aktien-Gesellschaft) の理事だったテオドル・レヒナー（Theodor Rechner、1852-1932）の研究で中央駅 - 東駅区間の連結線の建設概念は公開されて、その経路は今のものと似ている。レヒナーの提案には連結線以外にイザルタール駅とミュンヘン北部の鉄道敷設が含まれた。1911年9月バイエルン王国の交通省はミュンヘン東西線のアイディアを出した。それはミュンヘンの都心には地下鉄道を建設し、遠距離線路区間には全用線路を追加することだった。しかし翌年の複々線建設はとても高い費用のため実現されなかった。1928年ヨゼフ・ランク (Joseph Rank) は中央駅をドナースベルガーブリュッケ駅辺りに移転し、遠距離列車も方向転換をせずシティートンネルを通じて運行するように提案した。しかしその計画は1929年の世界恐慌のため水泡になった。
1937年ドイツ国営鉄道はミュンヘン市内のシティートンネルで通勤列車路線を連結することを計画した。シティートンネルの経路は現在の経路とほとんど一致したが、イーザル川で橋梁を建設する違いがあった。カールス広場では南北のトンネルが交差して、ミュンヘン北部環状線と連結される予定だった。ベルリンの例の見習いで環状線も計画され、南側には南部環状線を、北側には北部環状線を通じる予定だった。当時ドイツ国営鉄道の代表理事 (Generaldirektor) だったユリウス・ドルプミュラーは計画発表のとき、プロジェクトを「Sバーンの計画」と紹介した。Sバーン用の緩行線、10/20分の運行間隔、遠距離線路と同じ電力システムなどがその計画に含まれた。Sバーントンネル建設にとって一番良い方法を探すために、1938年国営鉄道は南北トンネルの一部へ試験工区を置いた。南北の地下区間はシティートンネルとして採択されたが、1941年7月戦争のため建設工事が中止された。南北トンネルの一部のゲーテー広場 - ゼンドリン門区間は現在地下鉄6号線に活用されている。
戦後Sバーンのプロジェクトは行われなかった。1950年代に通勤列車乗客の数えが増やし、1961年毎日11万4300人は通勤列車を利用した。1950年代当時には通勤列車は不便で運行間隔は一定でなかった。1954年多衆交通手段（Massenverkehrsmittel）の計画が着手された。ドイツ連邦鉄道は西側と東側の路線を結び、運行時間を短縮するためには、中央駅と東駅のシティートンネルが有利だと見た。それで1959年に4.2 kmの東西の地下連結線の導入計画が発表された。

### 第一次開業段階
1965年7月Sバーン建設の財務交渉が始まり、交渉の成功でSバーン路線網の構築は許可された。同年9月16日第一次建設段階の資金調達はコンソーシアム契約 (Kosortialvertrag) で保障された。その契約にはドイツ連邦鉄道とバイエルン州の共通投資が確約された。1966年4月26日に1972年の夏季オリンピック開催は決定された以後、Sバーンの開業は時間的に迫ることになった。
1972年までドイツ連邦鉄道は様々な工事を行なった。136の停車場の中で115個所に乗降場は76 cm高さ、210 m長さで改修された。Sバーン車両の留置施設 (Abstellanlage) はパージングの西側で、車両基地はシュタインハウゼン区で建設された。143 kmの区間は電化されて、ドナースベルク橋で中央運転指令所が設置された。踏切は立体交差路に置き換えられ、古い駅舎は改修或いは撤去された。連邦鉄道は新しい420形電車120本を注文した。
1972年5月28日全てのSバーン路線の運用が101本の電車で始まった。翌年には利用客の数えは1日あたり40万に至った。しかし車両不足のため一部区間は40分間隔となった。S10及びS22系統の場合、異例的に電気機関車と制御装置付きの客車が投入された。運行時間は長くて、S10の場合30分間隔、S22の場合60分間隔が可能だった。1972年開業当時の路線は次のようだった。
- S1: フライジング - ノイファーン - フェルトモヒング - ライム - ミュンヘン - ミュンヘン東 - ギージング - アイング - クロイツシュトラーセ
- S2: ペータースハウゼン - ダッハウ - ライム - ミュンヘン - ミュンヘン東 - ギージング - タウフキルヒェン - ダイゼンホーフェン
- S3: マイザッハ - オルヒング - パーシング - ライム - ミュンヘン - ミュンヘン東 - ウンターフォェリング - イスマーニング
- S4: ゲルテンドルフ - グラプラト - フュルステンフェルトブルック - パージング - ライム - ミュンヘン - ミュンヘン東 - トルダーリング - ツォーネディング - グラフィング - エーバースベルク
- S5: ヘルシング - ヴェスリング - ゲルメリング・ウンタープファフェンホーフェン - パージング - ライム - ミュンヘン - ミュンヘン東
- S6: トゥッツィング - シュタンベルク - ガウティング - パーシング - ライム - ミュンヘン - ミュンヘン東 -  フェルトィルヒェン - マルクト＝シュヴァベン - エルディング
- S10: ヴォルフラーツハウゼン - ホェルリーゲルスクロイト - ゾルン - ハラース - ミュンヘン
- S12: ダイゼンホーフェン - ゾルン - ハラース - パージング
- S22: ダイゼンホーフェン - ゾルン - ハラース - ミュンヘン

### 第二次開業段階
1973年と1974年ドイツ連邦鉄道はロッホハウゼン - ナンホーフェン区間及びミュンヘン東駅 - グラフィング区間にSバーン緩行線を追加することを決定した。その目的は緩行線と急行線の分離で遠距離列車の運行に支障をきたさないことだった。S5系統と関わったミュンヘン - ヘルシング線の場合、複線化は10分の配車間隔のために不可避だった。それで1985年この路線はヴェスリング駅まで複線で連結された。
1976年6月ドナースベルガーブリュッケ駅とミュンヘン南部環状線の連結線建設が許可され、260 m長さのトンネルの工事がすぐ始まった。この連結線をSバーン幹線と合わせるために、ドナースベルガーブリュッケ - ハッカーブリュッケ区間の立体交差の工事も行われた。そのプロジェクトが完了した後、1981年5月S10はS7、S22はS27として改めて運行開始された。420形電車は二つの系統に1983年まで導入された。
- S7: ヴォルフラーツハウゼン - ホェルリーゲルスクロイト - ゾルン - ハラース - ドナースベルガーブリュッケ - ミュンヘン - ミュンヘン東
- S27: ダイゼンホーフェン - ゾルン - ハラース - ドナースベルガーブリュッケ - ミュンヘン

1988年5月Sバーン緩行線はマイザッハ - ナンホーフェン区間で単線で建設され、S3系統も延伸された。建設作業はナンホーフェン駅の改築のため遅延された。
- S3: ナンホーフェン - マイザッハ - オルヒング - パーシング - ライム - ドナースベルガーブリュッケ - ミュンヘン - ミュンヘン東 - ウンターフォェリング - イスマーニング

1991年6月ミュンヘン東 - エーバースベルク区間はS5系統に移管され、S4系統は短縮された。
- S4: ゲルテンドルフ - グラプラト - フュルステンフェルトブルック - パージング - ライム - ドナースベルガーブリュッケ - ミュンヘン - ミュンヘン東
- S5: ヘルシング - ゲルメリング - パージング - ライム - ドナースベルガーブリュッケ - ミュンヘン - ミュンヘン東 - トルダーリング - ツォーネディング - グラフィング - エーバースベルク

1992年5月からミュンヘン東駅 - イスマーニング駅区間はミュンヘン空港駅まで延伸され、S8系統は導入された。既存区間はS8系統に移管され、S3系統は短縮された。
- S3: ナンホーフェン - マイザッハ - オルヒング - パーシング - ライム - ドナースベルガーブリュッケ - ミュンヘン - ミュンヘン東
- S8: パーシング - ライム - ドナースベルガーブリュッケ - ミュンヘン - ミュンヘン東 - ウンターフォェリング - イスマーニング - ミュンヘン空港

1994年4月ダッハウ - アルトミュンスター線は非電化のままA系統に統合された。628形気動車の導入契約は2ヶ月後締結された。
- A: アルトミュンスター - エルトヴェーク - マルクト・インダースドルフ - シュヴァプハウゼン - ダッハウ

1996年まで90個所のSバーン停車場で14,600台の駐車場は確保された。1998年11月ノイファーン - ミュンヘン空港線は開通され、S1列車は空港まで運行される。1999年ミュンヘン - ローゼンハイム線上のSバーン緩行線はツォーネディング - グラフィング間の開通で完結された。

### 2000年以後の発展

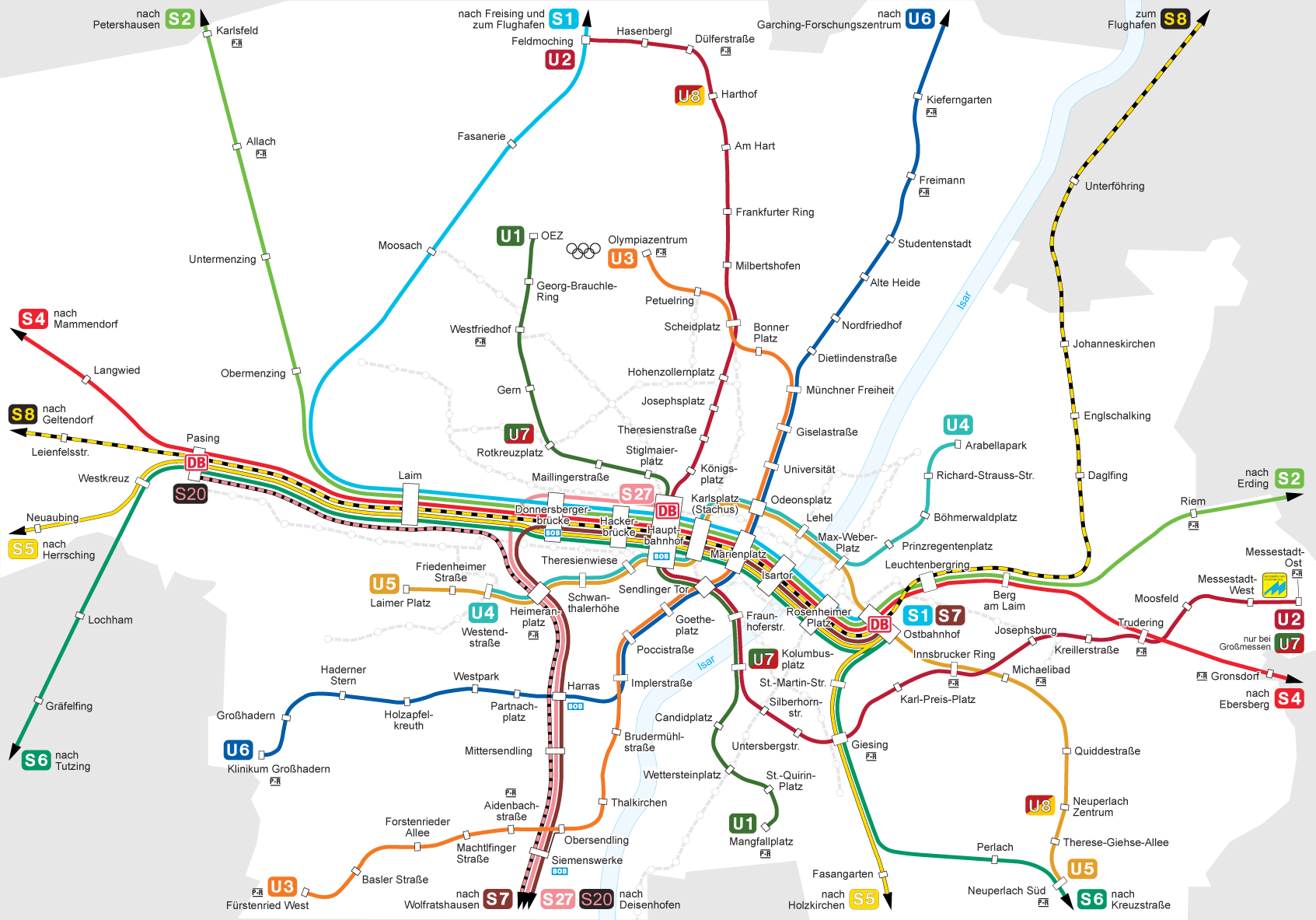
2006年当時ミュンヘン市内のミュンヘン地下鉄及びSバーン路線図

2003年「10分間隔」のプロジェクトの実現過程でもう一つの大形プロジェクトが始まった。パージング - ロイヒテンベルクリング区間に新たな信号システムを設置するのがその内容だった。それでシティートンネルは2004年2月まで深夜時間と49の週末に封鎖され、この期間代わりの交通手段は提供された。その上新しい電子式信号扱い所がドナースベルガーブリュッケ近くと東駅に設置された。2004年秋Sバーン幹線にLZB CIR-ELKE (略 Computer Integrated Railroading – Erhöhung der Leistungsfähigkeit im Kernnetz) の第二システムが導入された。この信号技術により、かなり緊密な配車でも列車運行は可能であり、シティートンネルの容量も高くなった。
S2系統のアルトミュンスター - ダッハウ間は、ミュンヘンSバーンで唯一の非電化路線として開業したA系統を2014年に電化し編入した区間である。S27系統は2014年に近郊鉄道のメリディアン鉄道に移管された。
2024年12月15日定期時刻表改正の際に、既存のS7系統が分離されて、廃止されたS5系統は復活した。S7系統には424形電車が投入されて、1972年当時のS10系統と同じ区間を通行することとなった。

## 車両

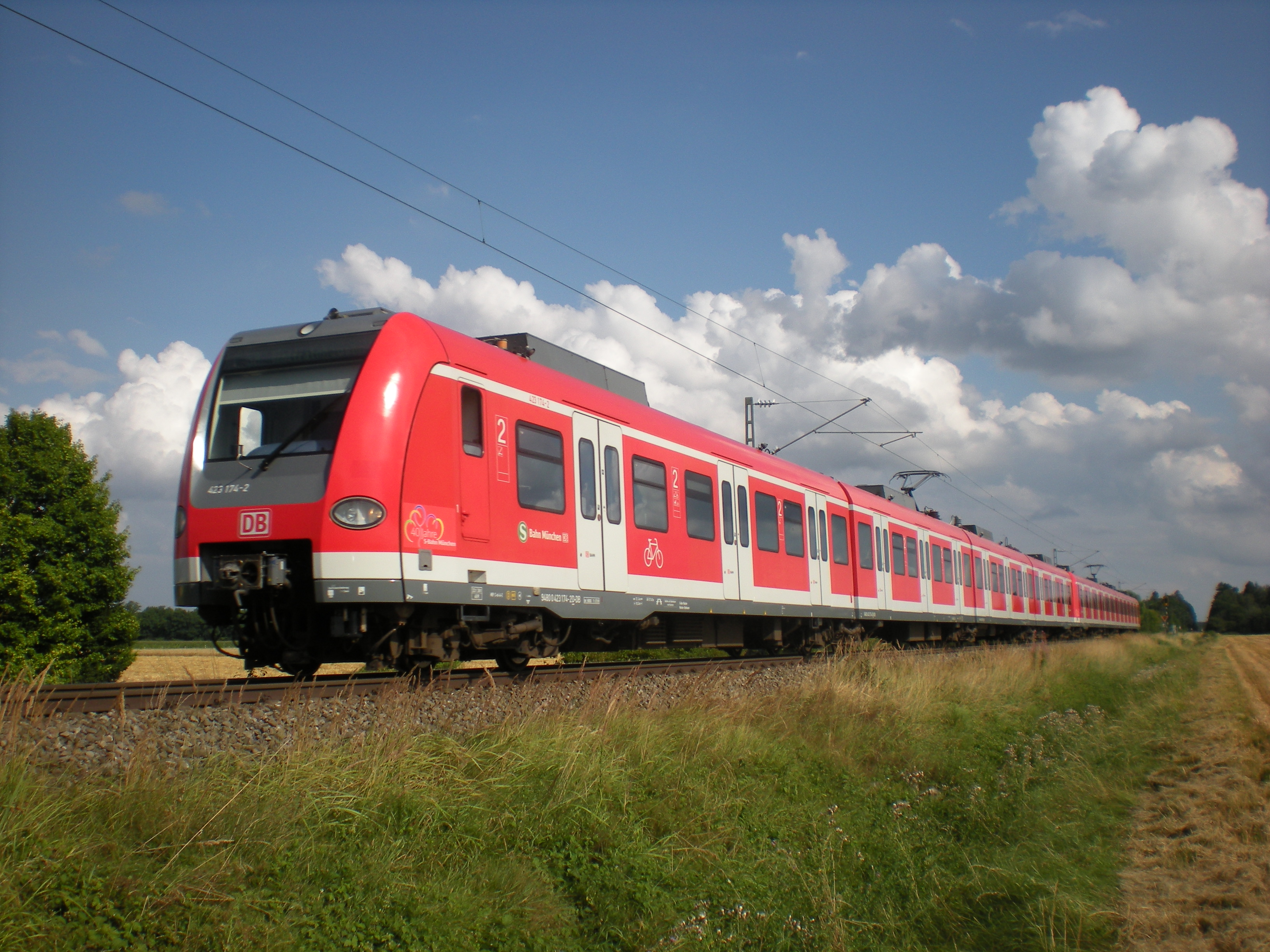
ホヘンブルン駅とヴェヒターホーフ駅の間で走行するS7の423形電車

1972年の開業時に420形電車が導入された。1998年からは423形の導入が開始され、420形は2004年にミュンヘンSバーンでの運用を終了したが、2014年よりシュトゥットガルトから転属した420形が再投入されている。
A系統では628形気動車が導入され、2014年の電化に伴うS2系統への編入まで使用された。